# Ойжень (Мазовецьке воєводство)
Ойжень (пол. Ojrzeń) — село в Польщі, у гміні Ойжень Цехановського повіту Мазовецького воєводства.
Населення — 714 осіб (2011).
У 1975—1998 роках село належало до Цехановського воєводства.

## Демографія
Демографічна структура станом на 31 березня 2011 року:
|          | Загалом | Допрацездатний вік | Працездатний вік | Постпрацездатний вік |
| -------- | ------- | ------------------ | ---------------- | -------------------- |
| Чоловіки | 363     | 78                 | 261              | 24                   |
| Жінки    | 351     | 74                 | 218              | 59                   |
| Разом    | 714     | 152                | 479              | 83                   |